# Ben More (Mull)
Pour les articles homonymes, voir Ben More.
Le Ben More, en gaélique écossais : Beinn Mhòr, est une montagne du Royaume-Uni située en Écosse, sur l'île de Mull. Il culmine à 966 mètres d'altitude ce qui en fait un munro, un marilyn et le plus haut sommet de l'île. C'est également le seul munro de l'île. Il a donné son nom à la roche volcanique benmoréite.